# Konstantin Rokossovskij
Konstantin Konstantinovitj Rokossovskij , född 21 december 1896, död 3 augusti 1968, var en polsk-sovjetisk militär samt marskalk av Sovjetunionen 1944 och marskalk av Polen 1949.

## Biografi
Rokossovskij var son till en polsk järnvägsarbetare och en lärarinna av knapadlig rysk börd. Källorna skiljer sig åt angående Rokossovskijs födelseort då den ibland anges till Warszawa i Polen och ibland mer troligt till Velikije Luki i Ryssland. Det är däremot oomstritt att han gick med som frivillig i den ryska armén när första världskriget började. Vid tiden för den ryska revolutionen gick han med i bolsjevikpartiet och 1919 i Röda armén. Efter ryska inbördeskriget gjorde han karriär i Sovjetunionens Röda armé och tillhörde de förnyare som ville införa ett starkt stridsvagnsvapen. Som polsktalande hamnade han i onåd under de stora utrensningarna som Stalin beordrade 1936-1938 och sattes i GULAG efter svår tortyr med förlust av nio tänder, tre brutna revben samt tre fingerade avrättningar, närmare bestämt arbetslägret i Norilsk.
När Stalin expanderade den ryska armén togs han till nåder i mars 1940 och befordrades till generalmajor i juni samma år. Efter Tysklands anfall på Sovjetunionen i juni 1941 blev Rokossovskij chef för 16:e armén, befordrades till generallöjtnant i september och var som ledare av Donfronten näst den legendariske Georgij Zjukov den viktigaste befälhavaren i försvaret av Moskva 1941. Under slaget vid Stalingrad 1942-1943 ledde han den norra skänkel som i en motoffensiv genombröt den rumänska tredje armén och bidrog till att omringa den tyska sjätte armén. I januari 1943 befordrades Rokossovskij till generalöverste, blev i februari befälhavare för Centralfronten, befordrades i april till armégeneral och ledde sina styrkor i segern vid Kursk. Därefter ombildades Rokossovskijs styrkor i oktober till Vitryska fronten och nådde i slutet av november Dnepr norr om Kiev. Rokossovskij övertog sedan i februari 1944 den nybildade 1:a vitryska fronten. Senare under 1944 ledde han också operation Bagration som krossade den tyska armégrupp Mitte. I en berömd episod opponerade sig Rokossovskij mot Stalins instruktioner vid planläggningen av offensiven, varpå Stalin tre gånger beordrade Rokossovskij att lämna rummet och tänka över sitt motstånd. Även den tredje gången insisterade Rokossovskij på att utföra anfallet på sitt eget sätt och till allas förvåning slutade det med att Stalin inte sköt honom. Rokossovskij utnämndes till marskalk av Sovjetunionen den 29 juni 1944 och var en av de ledande befälhavarna i slutoffensiven mot Tyskland.
Det finns en del oklarheter varför Rokossovskij och Stalin valde att vänta ut det polska nederlaget vid Warszawaupproret augusti-oktober 1944 medan Rokossovskijs styrkor fanns på några få kilometers avstånd. Motivet anses vara att landsarmén (Armia Krajowa, AK) betraktades som en fientlig organisation vars koppling till den polska exilregeringen i London och skulle försvåra införandet av kommunismen i Polen efter kriget. När slutoffensiven förbereddes förflyttades Rokossovskij i november 1944 och blev befälhavare för 2:a vitryska fronten medan Georgij Zjukov och  Ivan Konev fick uppdraget att inta Berlin. I januari 1945 anföll Rokossovskij mot nedre Oder som nåddes i mars. Rokossovskij fortsatte offensiven i april och slutligen intogs Mecklenburg. Den 3 maj mötte han brittiska trupper i Wismar och den 4 maj mottog fältmarskalk Bernard Montgomery i sitt högkvarter på Lüneburger Heide kapitulationen från fiendens alla styrkor i nordvästra Tyskland, Nederländerna och Danmark.
Efter kriget utnämndes Rokossovskij till polsk försvarsminister och överbefälhavare av Stalin och fyllde den rollen mellan 1949 och 1956. När Gomulka blev partichef 1956 valde Rokossovskij att återvända till Sovjetunionen för att övertyga Chrusjtjov att invadera Polen. Istället blev han 1958-1962 viceförsvarsminister i Sovjetunionen.
Rokossovskij anses av flera historiker som ansvarig för förtryck och förföljelse av polska officerare från Armia Krajowa och från mellankrigsarmén samt sovjetisering och utrensningar i de polska militära styrkorna. Likaså anklagas han för att ha satt in armén mot de strejkande arbetarna i Poznań 1956 med den falska motiveringen att det rörde sig om ett protyskt uppror. Andra anklagelser är tvångsarbete i stenbrott, kol- och urangruvor för upp till 200.000 polacker som dömdes till tvångsarbete för en antisocialistisk bakgrund.